# Belm
Belm – gmina samodzielna (niem. Einheitsgemeinde) w Niemczech, w kraju związkowym Dolna Saksonia, w powiecie Osnabrück.

## Współpraca zagraniczna
Belm współpracuje z:
- Elterlein, Saksonia
- Englewood, Stany Zjednoczone
- gmina Kolno, Polska